# Guy Nicolas de Durfort de Lorges
Guy Nicolas (20 février 1683 - Chaillot, 3 mars 1758), 2e duc de Quintin, 1er duc de Lorges (1706), capitaine des gardes du corps du roi, est le fils de Guy Aldonce II de Durfort.

## Biographie
Il est marié le 14 décembre 1702 avec Geneviève Chamillart (1685-1714), fille de Michel Chamillart, secrétaire d'État à la Guerre et contrôleur général des Finances de Louis XIV. Il eut de son premier lit :
- Guy Michel (26 août 1704 - Courbevoie, 6 juin 1773), duc de Randan, maréchal de France, membre de l'Académie des Sciences, Belles Lettres, et Arts de Besançon (1752), marié le 12 juillet 1728 à Élisabeth Philippine de Poitiers de Rye (1715-1773), comtesse de Neufchatel.

Veuf, il se remarie le 12 décembre 1720 avec Marie Anne Antoinette de Mesmes (15 mai 1696 - 23 mars 1757), dame d'honneur de la duchesse d'Orléans, fille de Jean-Antoine de Mesmes, comte d'Avaux.

## Extrait des «Mémoires deSaint-Simon»
Il s'agit du chapitre III du tome 4 : « Le mercredi, 13 décembre, nous allâmes à l'Étang, où l'évêque de Senlis maria mon beau-frère à sa nièce, dont la dot ne fut que de cent mille écus, comme celle de sa sœur la duchesse de La Feuillade, et de même logés et nourris partout, ce qui me procura l'usage de l'appartement que M. le maréchal de Lorges avait dans le château de Versailles. La noce fut nombreuse et magnifique; rien n'égalait la joie du ministre et de sa famille; rien n'approcha des empressements de M. de Lauzun, rien ne fut pareil à ceux de Chamillart pour Mme de Saint-Simon et pour moi, de sa femme, de ses filles et jusque de ses amis particuliers qu'il avait conviés. ».